# Chamizal National Memorial
Le Chamizal National Memorial est une aire protégée américaine située à El Paso, au Texas. Ce mémorial national fondé et inscrit au Registre national des lieux historiques le 4 février 1974 couvre 22 ha gérés par le National Park Service. Il commémore le règlement pacifique d'un contentieux frontalier avec le Mexique concernant le Chamizal.